# La Danse du héron
Pour plus de détails, voir Fiche technique et Distribution.
La Danse du héron (De dans van de reiger) est un film néerlandais réalisé par Fons Rademakers et sorti en 1966.

## Fiche technique
- Titre : La Danse du héron
- Titre original : De dans van de reiger
- Titre anglais : The Dance of the Heron
- Réalisation : Fons Rademakers
- Scénario : Hugo Claus d'après sa pièce
- Image : Sacha Vierny
- Musique : Jurriaan Andriessen, Ivan Ivancan
- Montage : Dick van der Meer
- Durée : 92 minutes
- Date de sortie :
  - Pays-Bas : 7 avril 1966

## Distribution
- Gunnel Lindblom : Elena
- Jean Desailly : Edouard
- Van Doude : Paul
- Mien Duymaer van Twist : Mère d'Edouard
- Jan Teulings : Père d'Edouard
- Kitty Janssen : Mère d'Edouard (jeune)
- Manfred de Graaf : Matroos

## Réception
Il a été présenté au festival international du film de San Francisco.